# ونور، شهرستان لانه ویروس
ونور، شهرستان لانه ویروس (به لاتین: Venevere, Lääne-Viru County) یک روستا در استونی است که در دهستان لاکوره واقع شده‌است.